# Thomas Rådström
Thomas Rådström est un pilote de rallye et rallycross suédois, né le 22 janvier 1966 à Umeå en Suède.

## Biographie
Thomas Rådström a disputé son premier rallye mondial en 1989 lors de son rallye national. De 1991 à 1998, il a couru pour Toyota, remportant notamment le rallye de Suède 1994, qui ne comptait pas pour les championnats du monde pilotes et constructeurs cette année-là, et son championnat national en 1996 en Groupe A. Il fit aussi quelques apparitions en mondial dans l'équipe officielle Toyota, principalement en Suède et en Finlande. Il obtient son premier podium en championnat du monde au rallye de Suède 1995 avec une troisième place. Lors de l'édition 1998 de ce même rallye, alors qu'il est nommé par Toyota pour marquer des points à la place de Didier Auriol, il mène longtemps le rallye avant de sortir de la route et de devoir abandonner.
En 1999, il reçoit sa première grande opportunité en mondial, étant engagé par Ford pour disputer les épreuves terre du championnat, alors que Simon Jean-Joseph dispute les épreuves asphalte. Aux côtés de Colin McRae, deux fois victorieux cette année-là pour la première saison de la Ford Focus WRC, Rådström n'obtient qu'un seul podium en Suède. Sans volant officiel en 2000, il dispute deux rallyes mondiaux au volant d'une Toyota privée, terminant 4e en Suède après s'être battu pour la victoire. En 2001, il est engagé par Mitsubishi pour disputer le rallye de Suède, étant nommé à la place de Freddy Loix, rallye qu'il termine à la 2e place. Il est aussi engagé par Citroën pour développer la nouvelle Citroën Xsara WRC sur la terre, prenant part au rallye de l'Acropole au volant de cette voiture, en étant contraint à l'abandon sur problème mécanique.
En 2002, il dispute un programme partiel, toujours avec Citroën, mais ne termine qu'une seule fois dans les points, au Safari Rally, où il obtient la 3e place, ce qui est son dernier podium en mondial à l'heure actuelle et le seul acquis en dehors de la Suède. À la fin de la saison, il n'est pas reconduit par Citroën. Il décide alors de se diriger vers le championnat de Suède et d'Europe de rallycross, refaisant toutefois une apparition en championnat du monde des rallyes au rallye de Suède 2006 sur une Subaru privée, avec laquelle il termine 5e.